# Kasteel Borcht

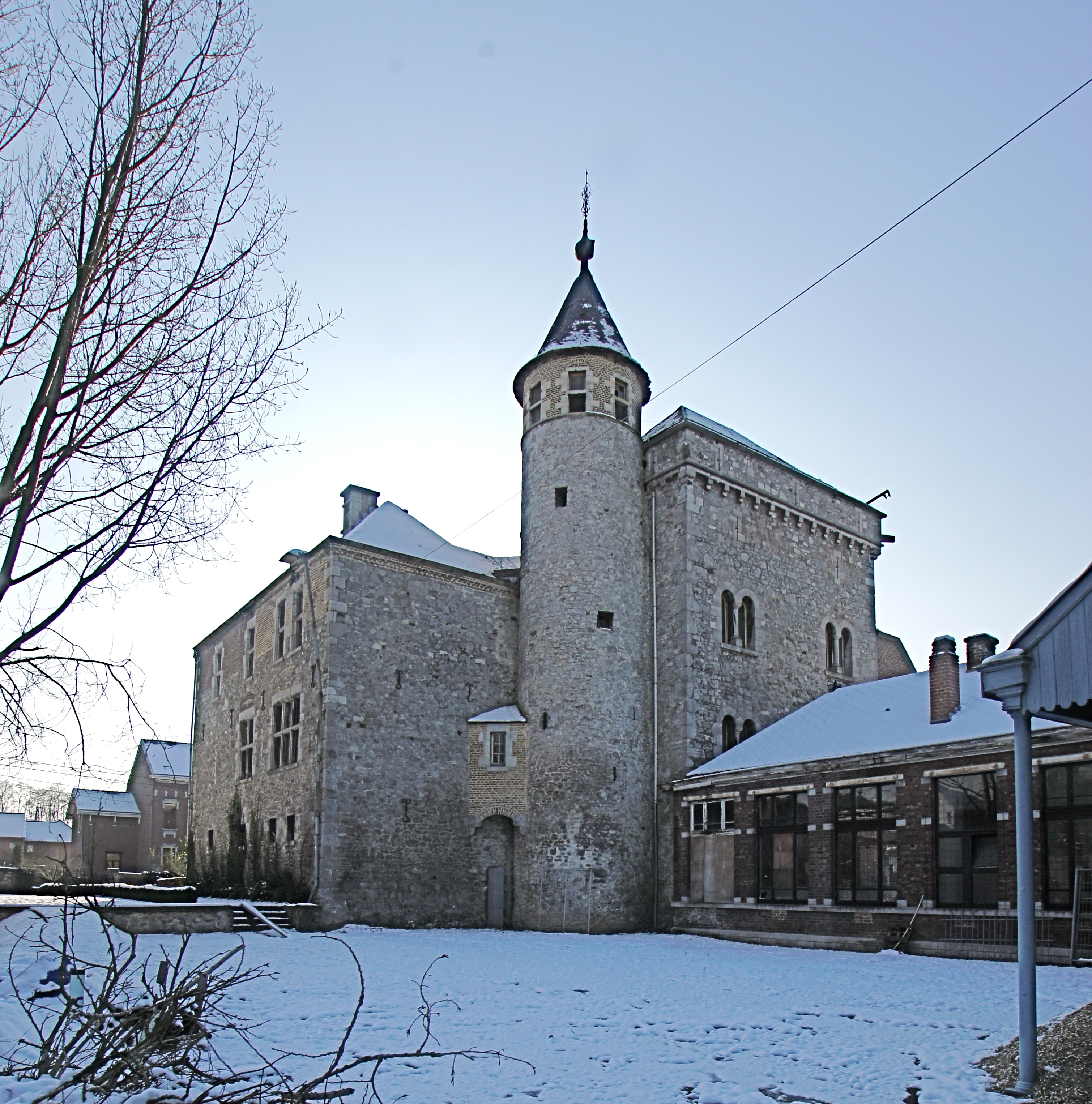
Het Kasteel Borcht

Kasteel Borcht is een kasteel te Berneau in de Belgische gemeente Dalhem.

## Geschiedenis
Reeds in de 9e eeuw werd op deze plaats een kasteel gebouwd. Dit kasteel verviel en op de ruïnes ervan werd in de 14e eeuw een nieuw kasteel gebouwd. Dit bestond uit een zwaar versterkte donjon en was omringd met grachten en vijvers. In 1595 werd het verbouwd tot een kasteeltje door de familie Van Gulpen. In 1608 werd een hoog, rond torentje bijgebouwd en ook diverse bijgebouwen. Eén daarvan bezit een fraai Spaans fronton.
In 1914 werd het kasteel in brand gezet door de Duitse bezetter. In 1921 werd het aangekocht door de gemeente Berneau. In 1935 werd het kasteel als monument geklasseerd, in 1976 volgden ook de bijgebouwen: pastorie, boerderij en nabijgelegen woningen. Het complex is in gebruik geweest als gemeentehuis en school, en het eigenlijke kasteel werd in 1998 gekocht door een privaatpersoon.
Onder meer de graven van het geslacht Borchgrave hebben op dit kasteel gewoond.